# Cézia
Cézia ist eine Ortschaft in der französischen Gemeinde Saint-Hymetière-sur-Valouse und eine ehemalige Gemeinde mit zuletzt 69 Einwohnern (Stand 1. Januar 2016) im Département Jura in der Region Bourgogne-Franche-Comté. Sie gehörte zum Arrondissement Lons-le-Saunier und zum Kanton Moirans-en-Montagne.
Die Gemeinde Cézia wurde am 1. Januar 2019 mit Lavans-sur-Valouse, Chemilla und Saint-Hymetière zur Commune nouvelle Saint-Hymetière-sur-Valouse zusammengeschlossen.
Die Nachbargemeinden waren Arinthod im Norden, Lavans-sur-Valouse im Südosten, Chemilla im Südwesten und Saint-Hymetière im Westen.

## Bevölkerungsentwicklung

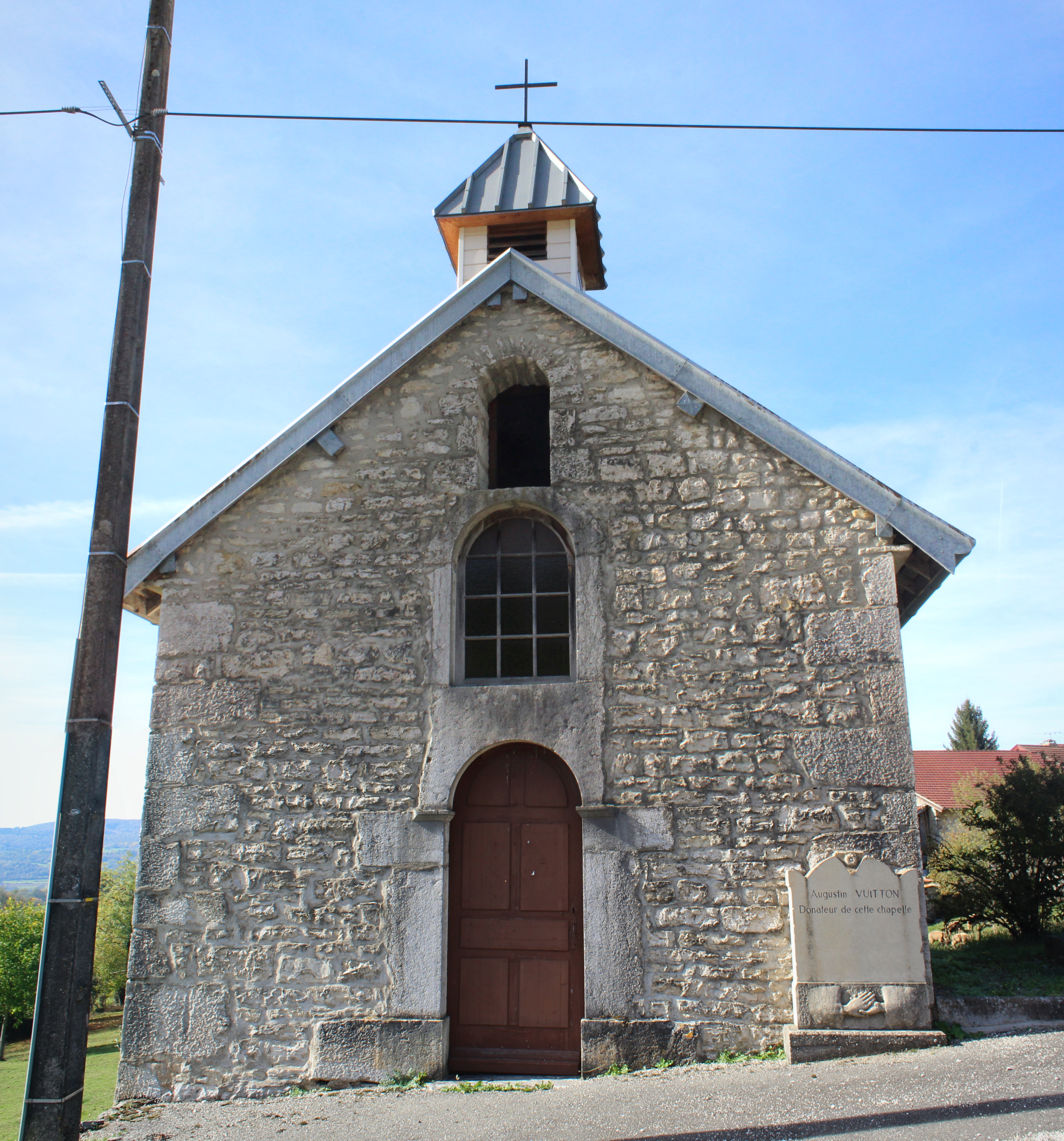
Kapelle Saint-Léger

| 1962 | 1968 | 1975 | 1982 | 1990 | 1999 | 2008 | 2016 |
| ---- | ---- | ---- | ---- | ---- | ---- | ---- | ---- |
| 57   | 48   | 37   | 39   | 46   | 63   | 70   | 69   |